# 巴尔多利
巴尔多利（Bardoli），是印度古吉拉特邦Surat县的一个城镇。总人口51963（2001年）。

## 人口
该地2001年总人口51963人，其中男性26701人，女性25262人；0—6岁人口4800人，其中男2606人，女2194人；识字率73.61%，其中男性为76.88%，女性为70.16%。